# Basket Treviso
Il Basket Treviso è stata la principale società di pallacanestro femminile di Treviso.

## Storia
La prima squadra trevigiana che ha raggiunto la Serie A è stata la Silver, che nel 1961-62 è arrivata quinta nel girone C di prima fase. Tra il 1964 e il 1967 il Bristot si classifica per tre volte consecutive al quarto posto nella massima serie, dovendo però poi rinunciare all'iscrizione. Nel 1969 la Pepsi torna in A, arrivando ancora al quarto posto. Dal 1972 la squadra viene sponsorizzata dalla Pagnossin, che l'aiuterà a conquistare lo scudetto nel 1980-81. Nel 1983-84 retrocede in Serie A2. Vince il primo titolo nazionale Bam nel 2002. Il secondo Cadette nel 2003, il terzo cadette nel 2004, il quarto Juniores del 2005 il quinto Juniores nel 2006. Al termine della stagione 2006-2007, è retrocessa in Serie B1 dopo i play-out.
Dopo anni di B1 e serie A3 la squadra non si iscrive al campionato 2014-2015 sparendo dal panorama cestistico nazionale.

## Cestiste
- 2006-2007: Elena Tasca, Eleonora Mion, Giorgia Sottana, Irene Matiuzzo, Chiara Rossi, Giorgia Schiavon, Teresa Freschi, Laura Fava, Giulia Busato, Serena Conti, Marta Barisoni, Arianna Zampieri, Giulia Meneghin. Allenatore: Alessandro Verdier.
- 2007-2008: Doretto Laura, Mattiuzzo Irene, Pavanini Tomaselli Caterina, Pellizzari Monica, Pasqualini Martina, Gracis Agnese, Fava Laura, Conti Serena, Barisoni Marta, Busato Giulia, Meneghin Giulia, Verago Carlotta, Schiavon Giorgia. Allenatore: Nidia Pausich

## Palmarès
- Campionato italiano: 1

1980-81
- Coppa Italia: 1

1970
1975-1976  *   Campionato italiano di Serie B:  Basket Treviso •  Promozione in serie A
- Campionato italiano:

campionati italiani giovanili di pallacanestro 2001-2002 Campione d’Italia Cat. BAM
- Campionato italiano:

campionati italiani giovanili di pallacanestro 2002-2003 Campione d’Italia Cat. Cadette 
- Campionato italiano:

campionati italiani giovanili di pallacanestro 2003-2004 Campione d’Italia Cat. Cadette • Promozione in Serie B1
- Campionato italiano:

campionati italiani giovanili di pallacanestro 2004-2005 Campione d’Italia Cat. Juniores
2004-2005  *  Campionato italiano di Serie B d'Eccellenza:  Basket Treviso.  • Promozione in Serie A2
- Campionato italiano:

campionati italiani giovanili di pallacanestro 2005-2006 Campione d’Italia Cat. Juniores